# Table de Cana
La Table de Cana est un réseau d'entreprises qui sont à la fois traiteurs et entreprises d'insertion. 
En qualité le traiteur, la Table de Cana propose des buffets, des cocktails et diverses prestations dans le domaine de la restauration.
Les entreprises du réseau La Table de Cana sont des entreprises d’insertion présentes dans différentes villes françaises. Elles permettent à des personnes éloignées de l'emploi de réintégrer le monde du travail. La proportion est de deux tiers de personnes en insertion, et un tiers d'encadrants. Les personnes en insertion bénéficient d'un accompagnement social et humain assuré par une association locale.
L'association nationale éponyme coordonne et accompagne les entreprises membres du réseau.

## Historique
À l’origine du réseau, une idée de Franck Chaigneau, prêtre jésuite et cadre informatique : en 1985, il distribue des repas à des personnes sans domicile fixe d’Antony. Pour les aider à trouver un travail simple et valorisant, il crée une association de bénévoles : La Table de Cana, dont la mission est de former des personnes éloignées de l’emploi aux métiers de la restauration, riche en offres de poste.
Le nom « Table de Cana » vient de l'épisode biblique des Noces de Cana, pour le côté festif lié aux repas,.

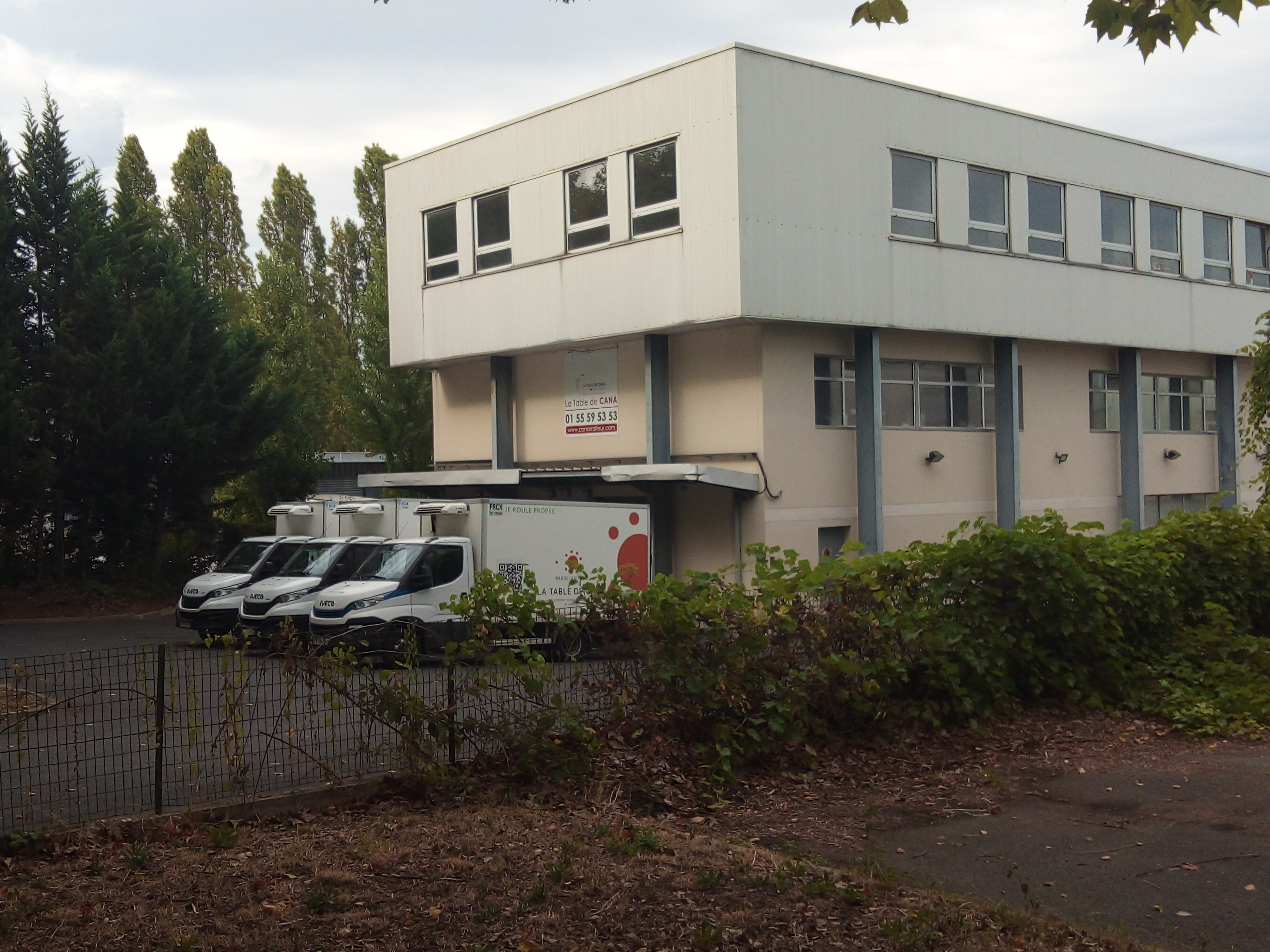
Le siège historique de la Table de Cana à Antony

La Table de Cana est, à l’origine, une association d’insertion fondée en 1985 à Antony. L'association crée une Société à responsabilité limitée (SARL) du même nom en 1987. Elle devient une entreprise d'insertion (EI) à la création de ce statut en 1990. L'association organise cocktails et buffets pour divers organismes, publics et privés.
La Table de Cana décide d'essaimer en 1997, avec le plan « Table de Cana 2000 ». Le nombre d'établissements du réseau augmente, puis fluctue à la hausse et à la baisse, mais le réseau perdure.
Outre Paris-Antony, les autres entreprises membres en 2024 sont Marseille et Gennevilliers depuis 1995, Lyon (Prestal) depuis 2000, Montpellier depuis 2006, Perpignan depuis 2009, Nogent-sur-Oise (Seson) depuis 2011, Bordeaux depuis 2012 et Saint-Etienne (Ethic Table) depuis 2020.
En 2015, le siège de l'association est transféré à Paris, et sa fonction est désormais dédiée à la cohérence et au déploiement du réseau en France.

## Organisation
La Table de Cana est organisée en réseau d’entreprises d’insertion, spécialisées dans les métiers de bouche, principalement l'activité de traiteur.
Localement, chaque entreprise d'insertion est couplée avec une association,. L'entreprise d'insertion assure la production afférente à l'activité économique ; l'association veille à l'intégration et assure l'accompagnement humain de la personne, pour régler ses problèmes personnels, sociaux, administratifs et matériels.
Les entreprises membres du réseau sont des établissements indépendants. Les diverses entreprises et associations La Table de Cana sont réunies dans une Association Nationale qui joue un rôle de coordination. Le premier congrès de la fédération La Table de Cana a lieu en 2010, sous le titre « Construire un réseau national d'entreprises au service de l'insertion ».
Si beaucoup d'établissements s'appellent « La Table de Cana » suivi du nom de la ville, chaque établissement est libre de sa raison commerciale ; celui de Lyon s’appelle Prestal, celui de Nogent-sur-Oise s'appelle « Séson ».

## Charte d'engagement
Le réseau d'entreprises s’est donné comme principal objectif l'insertion professionnelle et plus globalement l'impact social et environnemental. Pour remplir cet objectif, toutes les entreprises du réseau signent une charte de valeurs et d'engagements.
Chaque entreprise membre du réseau propose des offres traiteur sur mesure (cocktails, buffets, plateaux-repas, etc.), en utilisant des fruits et légumes frais, en garantissant des recettes faites maison et en donnant la priorité aux producteurs de proximité et au bio. Des services complémentaires sont offerts selon les entreprises : restauration classique et de collectivité, chocolaterie artisanale, atelier viti-vinicole… 
75% des personnes recrutées sont éloignées de l'emploi. La volonté exprimée dans la charte du réseau est d'accompagner des personnes rencontrant des difficultés à s'intégrer sur le marché du travail, en leur donnant accès à une formation concrète pour qu’elles trouvent leur place dans la vie économique. La vision est de parier sur l’homme, sur ses talents et ses capacités de progrès, avec le choix de l’entreprise comme lieu privilégié pour l'insertion.
Le volet environnemental de la charte du réseau consiste notamment à privilégier les produits locaux et de saison, à limiter et revaloriser les déchets.

## Prestations
L'activité de traiteur et l'organisation de buffets et de cocktails sont la première activité de la Table de Cana.
La qualité des prestations, des équipements, des produits et des formations est un pilier majeur du réseau, et un engagement de la charte commune aux entreprises du réseau. Chacune des entreprises membres doit avoir des chefs et restaurateurs confirmés.
Outre leur activité de traiteur, les entreprises du réseau offrent d’autres services, selon les sites : restauration classique, restauration collective, plateaux-repas, sandwicherie, chocolaterie, hôtellerie…
Les produits locaux et de saison sont privilégiés, le « fait maison » est la règle. Les entreprises locales peuvent parfois s'appuyer sur d'autres entreprises ou sur des bénévoles pour leur approvisionnement optimal selon la saison.

## Emploi et accompagnement
Dans l'optique de la priorité à l'insertion, tout organisme membre du réseau Table de Cana doit respecter la proportion d'environ deux tiers de personnes en insertion et un tiers d'encadrants.
Chaque personne en insertion peut rester jusqu'à deux ans dans la structure, pour retrouver le chemin de l'emploi. La durée moyenne des contrats varie selon les entreprises et selon le niveau des salariés en insertion . C’est un dialogue régulier entre les chargés d’insertion et l’équipe commerciale, qui permet d’accompagner les sorties, en maintenant le rythme de la production.  
En même temps, la personne est accompagnée dans sa vie en dehors de l'entreprise, pour des problèmes administratifs ou de logement, ou encore de santé, famille, endettement, qui sont préalables à une insertion réussie.
Chaque organisme assure un suivi et veille à la bonne insertion de ses anciens, avec un chargé d'insertion pour chaque établissement. Certains anciens reviennent pour un conseil. Une réinsertion est considérée pérenne si la personne est encore en emploi deux ans après sa sortie de Cana.

## Chiffres
En 2019, La Table de Cana emploie 362 personnes dont 271 en insertion. Le taux moyen d’encadrement est d’un salarié permanent pour deux salariés en insertion. Le taux de sorties positives (vers un emploi ou une formation) est de 65%. Le chiffre d'affaires cumulé des entreprises du réseau est de 11,1 millions d'euros.